# Нудний мільярд
Нудний мільярд, також відомий як середній протерозой і середньовіччя Землі, — це період часу від 1,8 до 0,8 мільярда років тому, що охоплює середній протерозойський еон, який характеризується більш або менш тектонічною стабільністю, кліматичним стазисом і повільною біологічною еволюцією. Він межує з двома різними подіями оксигенації і льодовикового періоду, але сам Нудний Мільярд мав дуже низький рівень кисню та не мав жодних ознак заледеніння.
Океани, можливо, були бідні на кисень і поживні речовини, а також були сульфідні (евксинія), населені переважно аноксигенними пурпуровими бактеріями, типом фотосинтезуючих бактерій, які використовують сірководень (H2S) замість води та виробляють сірку замість кисню. Це явище відоме як океан Кенфілда. Через такий склад океани стали чорними та молочно-бірюзовими, а не синіми.
Незважаючи на такі несприятливі умови, еукаріоти, можливо, еволюціонували приблизно на початку Нудного Мільярда, і прийняли кілька нових адаптацій, таких як різні органели, багатоклітинність і, можливо, статеве розмноження, і диверсифікувалися в рослини, тварини і гриби в кінці цього проміжку часу. Такі досягнення могли бути важливими попередниками еволюції великого, складного життя пізніше в Едіакарі та Фанерозої. Тим не менш, прокаріотичні ціанобактерії були домінуючими формами життя в цей час і, ймовірно, підримували енергетично бідну харчову мережу з невеликою кількістю протистів на вершині харчового ланцюжка. Суша, ймовірно, була населена прокаріотичними ціанобактеріями та еукаріотичними протолишайниками, причому останні були більш успішними тут, ймовірно, через більшу доступність поживних речовин, ніж у морських водах біля узбережжя.

## Опис
У 1995 році геологи Роджер Бьюїк, Девіс Де Маре та Ендрю Нолл проаналізували очевидну відсутність великих біологічних, геологічних і кліматичних подій протягом мезопротерозойської ери 1,6-1 мільярд років тому і, таким чином, описали це як «найнудніший час в історії Землі». Термін «Нудний Мільярд» був закарбований палеонтологом Мартіном Брасьєром для позначення періоду приблизно між 2 і 1 млрд років тому, який характеризувався геохімічним стазисом і льодовиковою стагнацією. У 2013 році геохімік Грант Янг використав термін «Безплідний Мільярд» для позначення періоду замерзання льодовиків і відсутності відхилень ізотопів карбону від 1,8 до 0,8 млрд років. У 2014 році геологи Пітер Кавуд і Кріс Хоксворт назвали час між 1,7 і 0,75 млрд років «Середньовіччям Землі» через відсутність доказів тектонічного руху.
Вважається, що Нудний Мільярд простягається приблизно від 1,8 до 0,8 млрд років тому в межах протерозойського еону, головним чином мезопротерозою. Нудний Мільярд характеризується геологічним, кліматичним і, загалом, еволюційним застоєм, з низьким вмістом поживних речовин.
У період, що передував «Нудному Мільярду», Земля пережила кисневу катастрофу внаслідок еволюції кисневих фотосинтезуючих ціанобактерій, що призвело до Гуронського зледеніння (Земля-сніжка), формування озонового шару, що блокує УФ-випромінювання, і окислення кількох металів. Вважається, що рівень кисню під час Нудного Мільярда був помітно нижчим, ніж під час кисневої катастрофи, можливо, від 0,1 до 10 % від сучасних рівнів. Цей період завершився розпадом суперконтиненту Родинія під час тонського періоду (1000—720 млн років), другою подією оксигенації та іншою Землею-сніжкою у кріогенному періоді.

## Тектонічний стазис
Еволюція біосфери, атмосфери та гідросфери Землі давно пов'язана з циклом суперконтинентів, коли континенти згруповуються, а потім розходяться. У Нудному Мільярді відбулася еволюція двох суперконтинентів: Колумбії (або Нуни) і Родинії.
Суперконтинент Колумбія сформувався між 2,0 і 1,7 млрд років тому і залишався незмінним принаймні до 1,3 млрд років тому. Геологічні та палеомагнітні докази свідчать про те, що Колумбія зазнала лише незначних змін, щоб перетворитися на суперконтинент Родинію між 1,1 і 0,9 млрд років тому. Палеогеографічні реконструкції свідчать про те, що суперконтинент знаходився в екваторіальних і помірних кліматичних зонах, і є мало або жодних доказів про континентальні фрагменти в полярних зонах.
Через відсутність доказів накопичення відкладів (на пасивних краях), яке могло статися в результаті рифтингу, суперконтинент, ймовірно, не розпався, а був просто сукупністю протоконтинентів і кратонів. Немає доказів рифтингу до утворення Родинії, 1,25 млрд років тому в Північній Лаврентії та 1 млрд років тому у Східній Балтиці та Південному Сибіру. Розпад не відбувся до 0,75 млрд років тому, ознаменувавши кінець Нудного Мільярда. Цей тектонічний застій міг бути пов'язаний з хімією океану та атмосфери.
Цілком можливо, що астеносфера — розплавлений шар земної мантії, по якому, по суті, плавають і рухаються тектонічні плити, — була надто гарячою, щоб у той час підтримувати сучасну тектоніку плит. Замість енергійної переробки плит у зонах субдукції, плити були пов'язані між собою протягом мільярдів років, поки мантія достатньо не охолола. Початку цього компонента тектоніки плит, можливо, сприяло охолодження та потовщення кори, що, як тільки розпочалося, призвело до аномально сильної субдукції плит, що відбулася наприкінці Нудного Мільярда.
Тим не менш, великі магматичні події все ще відбувалися, такі як утворення (шляхом плюму) центральної Австралійської провінції Масгрейва площею 220,000 км² від 1,22 до 1,12 млрд років тому, а також Канадської великої ігнейної провінції Маккензі площею 2,700,000 км² приблизно 1,27 млрд років тому. Тектоніка плит все ще була достатньо активною, щоб створити гори, і в цей час відбувалися декілька орогенезів включаючи Гренвільський орогенез, що відбувався в той час.

## Кліматична стабільність

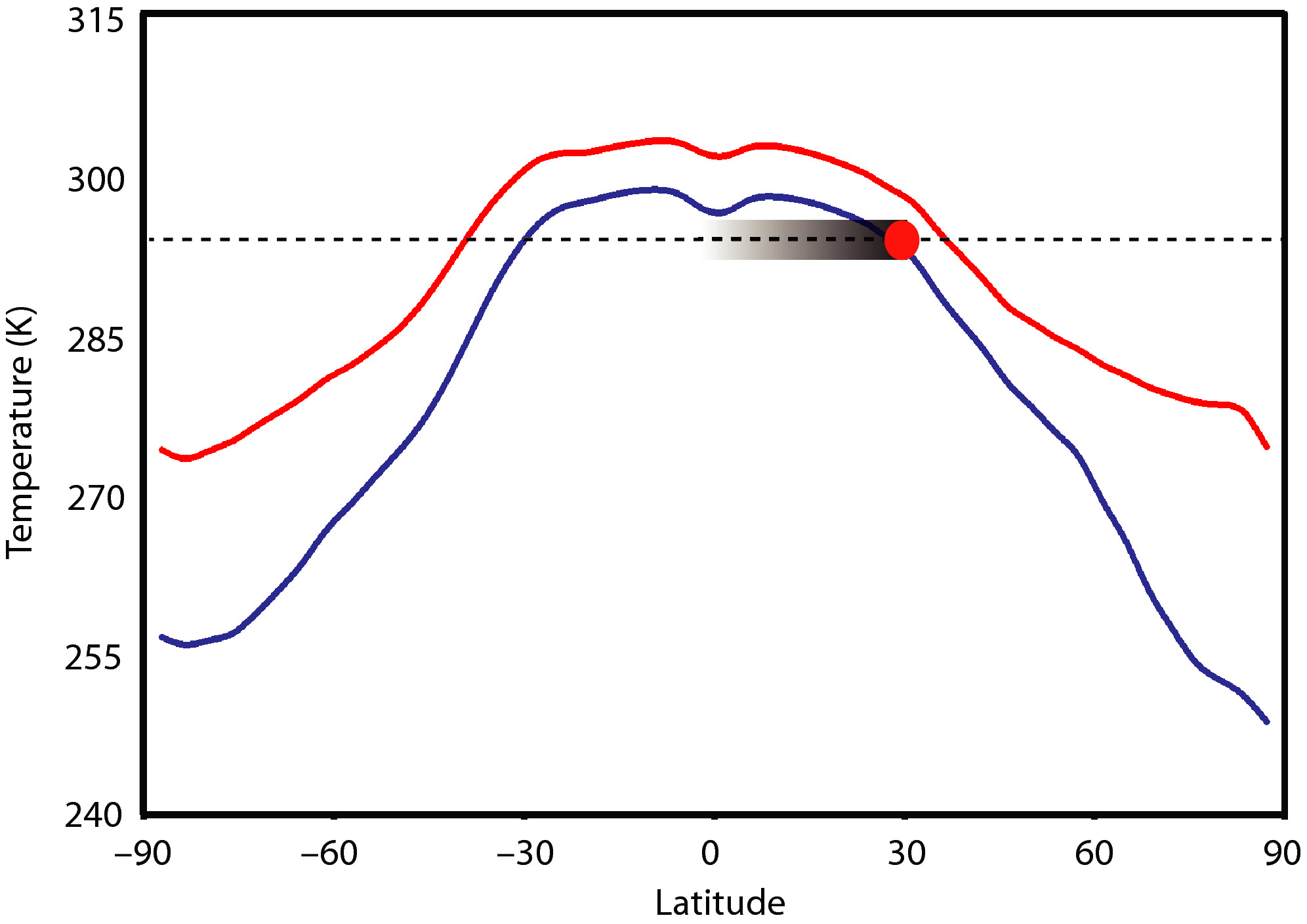
Графік із зображенням середніх температур протягом мезопротерозою. Синя лінія зображує концентрацію CO_{2} у 5 разів більше за сучасну добу, червона лінія у 10 разів, а червона точка показує середній діапазон температур у тропіках

Існує мало доказів значної мінливості клімату протягом цього періоду. Клімат, ймовірно, не був головним чином продиктований сонячною яскравістю, оскільки Сонце було на 5–18 % менш яскравим, ніж сьогодні, але немає жодних доказів того, що клімат Землі був значно прохолоднішим. Фактично, Нудний Мільярд, здається, не має жодних доказів тривалих зледенінь, які можна спостерігати з регулярною періодичністю в інших частинах геологічної історії Землі. Високий рівень CO2 не міг бути головною рушійною силою потепління, оскільки рівні мали б бути в 30-100 разів вищими, ніж доіндустріальні рівні, щоб запобігти утворенню льоду та спричинити значне закислення океану, що також не відбувалося. Мезопротерозойські рівні CO2 можуть бути порівняні з рівнями фанерозойського еону, в 7-10 разів вищими від сучасних рівнів. Перші записи про лід за цей період часу було повідомлено в 2020 році з шотландської формації Діабайг 1 млрд років тому в групі Торрідон, де утворення дропстоунів, ймовірно, утворилися уламками від рафтингом льоду ; область, розташована тоді між 35-50° пд. ш., була (можливо, високогірним) озером, яке, як вважають, замерзало взимку і тануло влітку, а рафтинг відбувався під час весняного танення.
Вища кількість інших парникових газів, а саме метану, що вироблявся прокаріотами, могла компенсувати низькі рівні CO2 ; майже вільний від льоду світ досягається атмосферної концентрації метану в розмірі 140 частин на мільйон (ppm). Метаногенні прокаріоти не могли виробляти стільки метану, що означає, що якийсь інший парниковий газ, ймовірно, оксид азоту, був підвищений, можливо, до 3 частин на мільйон (у 10 разів перевищує сьогоднішній рівень). Виходячи з передбачуваної концентрації парникових газів, екваторіальна температура в мезопротерозої могла становити приблизно 22–27 °C, у тропіках 17 °C, на 60° паралелі −8–7 °C, а на полюсах −23–2 °C; і глобальна середня температура близько 19 °C, що на 4 °C тепліше, ніж сьогодні. Температури на полюсах взимку опускалися нижче нуля, що призвело до тимчасового утворення морського льоду та снігопаду, але постійних крижаних покривів, ймовірно, не було.
Також було припущено, що через те, що інтенсивність космічних променів позитивно корелює з хмарністю, а хмари відбивають світло у космос і знижують глобальні температури, в цей час через зменшення формування зірок у галактиці призводила до меншої хмарності та запобігала льодовиковим подіям, забезпечуючи теплий клімат. Крім того, певна комбінація інтенсивності вивітрювання, яка призвела б до зниження рівня CO2 шляхом окислення відкритих металів, охолодження мантії та зменшення геотермального тепла та вулканізму, а також підвищення інтенсивності сонячного випромінювання та сонячного тепла, можливо, досягла рівноваги, запобігаючи утворенню льоду.
І навпаки, льодовикові рухи понад мільярд років тому, можливо, не залишили багато залишків сьогодні, і очевидна відсутність доказів може бути наслідком неповноти літопису скам'янілостей, а не відсутностю самого явища. Крім того, низькі рівні кисню і сонячної інтенсивності можуть запобігати формуванню озонового шару, що заважає утримувати парникові гази в атмосфері і нагрівати Землю за допомогою парникового ефекту, що може спричинити льодовикові події. Хоча для підтримки озонового шару не потрібно багато кисню, і рівні під час Нудного мільярда могли бути достатньо високими для цього, Земля могла зазнавати сильнішого бомбардування УФ-випромінюванням, ніж сьогодні.

## Океанічний склад
Схоже, що в океанах були низькі концентрації ключових поживних речовин, які вважалися необхідними для складного життя, а саме молібдену, заліза, азоту та фосфору, значною мірою через брак кисню та, як наслідок, окислення, необхідне для цих геохімічних циклів. Поживних речовин могло бути більше в наземних середовищах, таких як озера або прибережні середовища ближче до континентального стоку.
Загалом, океани могли мати насичений киснем поверхневий шар, сульфідний середній шар і субоксигенний нижній шар. Переважно сульфідний склад міг спричинити те, що океани мали чорний і молочно-бірюзовий колір замість синього.

### Кисень
Геологічний літопис Землі вказує на дві події, пов'язані зі значним підвищенням рівня кисню на Землі, одна з яких відбулася між 2,4 і 2,1 млрд років тому, відома як киснева катастрофа, а друга — приблизно 0,8 млрд років тому, відома як неопротерозойська подія оксигенації (друга киснева катастрофа). Вважається, що проміжний період, під час Нудного Мільярда, мав низький рівень кисню (з незначними коливаннями), що призвело до широкого поширення безкисневих вод.
Океани могли бути чітко стратифікованими, причому поверхневі води були насичені киснем, а глибокі води були субоксигенними (менше 1 мкМ кисню),. Останній, можливо, підтримувався меншими рівнями викидів водню (H2) та сірководню (H2S) через глибоководні гідротермальні джерела, які в іншому випадку були б хімічно знижені киснем. Навіть у самих мілководних водах значна кількість кисню може бути обмежена в основному районами поблизу узбережжя. Розкладання тонучої органічної речовини також призвело б до вимивання кисню з глибинних вод.
Раптове падіння O2 після кисневої катастрофи, яка за рівнями δ13C свідчить про втрату в 10-20 разів більшого обсягу атмосферного кисню атмосферного кисню, відоме як подія Ломагунді-Ятули та є найвидатнішою подією ізотопів карбону в історії Землі. Рівень кисню міг становити менше 0,1-1 % від сучасного рівня, що фактично зупинило б еволюцію складного життя під час Нудного мільярда. Однак, припускається мезопротерозойська подія оксигенації (MOE), під час якої вміст кисню тимчасово підвищувався приблизно до 4 % від поточного рівня в атмосфері у різні моменти часу, що тривала від 1,59 до 1,36 млрд років тому. Зокрема, деякі докази з формації Велкеррі в групі Ропер на Північній Території Австралії, формація Калтасі у Волго-Уральському регіоні Росії та формація Сямалінг на півночі Північно-Китайського кратону вказує на помітне оксигенування близько 1,4 млрд років тому, хоча ступінь, до якого це відображає глобальний рівень кисню, невідомий. Кисневі умови стали б домінуючими під час другої кисневої катастрофи, викликаючи поширення аеробної активності над анаеробною, але широко поширені субоксичні та безкисневі умови, ймовірно, тривали приблизно до 0,55 млрд років тому, що відповідає едіакарській біоті та кембрійському вибуху.

### Сірка

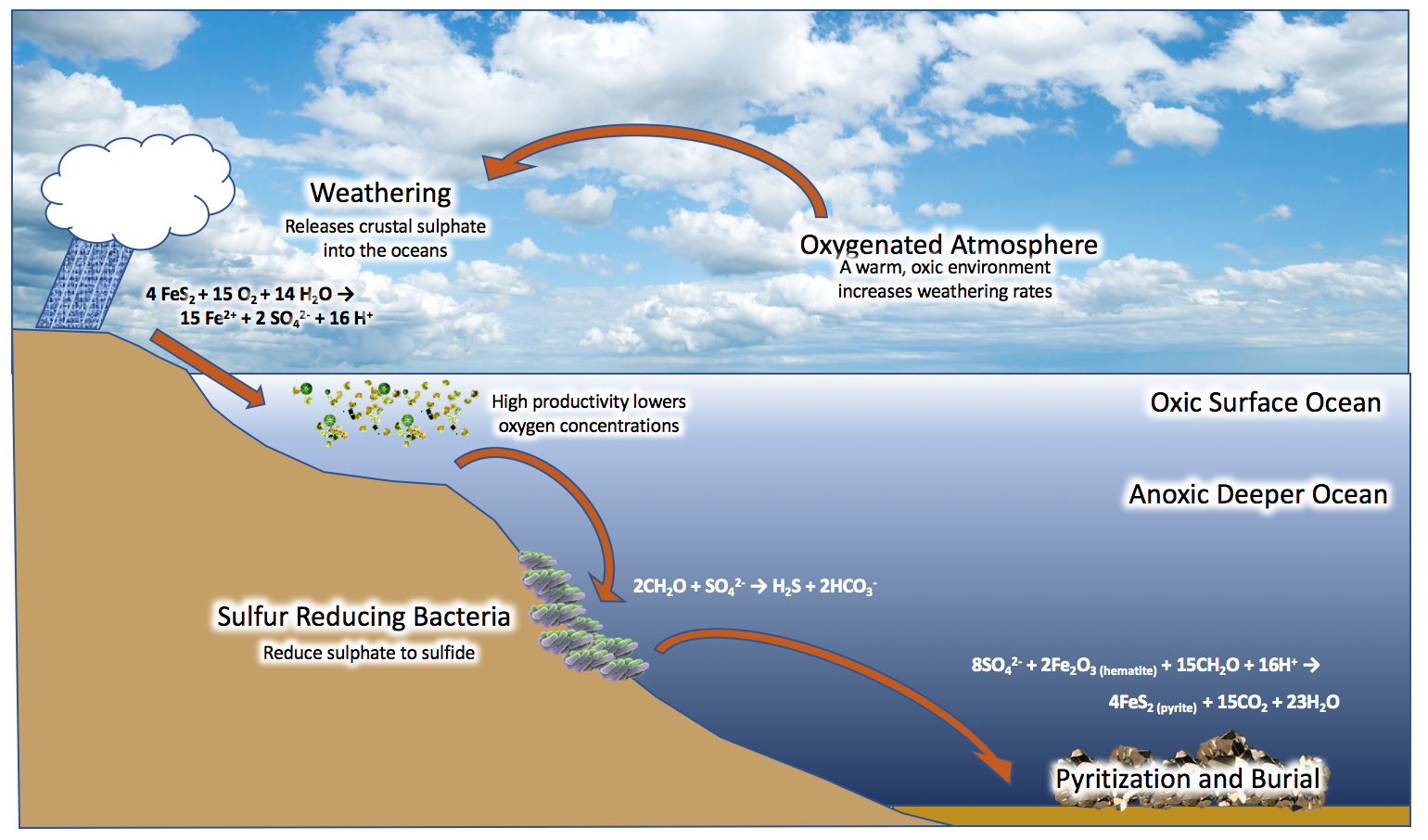
Схема формування евксинічних умов

У 1998 році геолог Дональд Кенфілд запропонував те, що зараз відомо як гіпотеза океану Кенфілда. Кенфілд стверджував, що підвищення рівня кисню в атмосфері під час кисневої катастрофи могло відреагувати з континентальними відкладеннями піриту (FeS2) і окислити їх із сульфатом (SO42−) як побічним продуктом, який переносився в море. Сульфат-відновлюючі мікроорганізми, перетворили його на сірководень (H2S), розділивши океан на поверхневий шар, дещо кисневий, і сульфідний шар, що знаходиться під ним, з аноксигенними бактеріями, які живуть на кордоні, метаболізуючи H2S і створюючи сірку як відходи. Це створило поширені евксинні умови в середніх водах, безкисневий стан з високою концентрацією сірки, який підтримувався бактеріями. Однак більш систематичні геохімічні дослідження середини протерозою вказують на те, що океани були в основному залізистими з тонким поверхневим шаром слабко насичених киснем вод, і евксинія могла відбуватися на відносно невеликих ділянках, можливо, менше 7 % морського дна.

### Залізо
Серед гірських порід, що датуються Нудним Мільярдом, помітна відсутність смугастих утворень заліза, які утворюються із заліза у верхній товщі води (з походженням з глибин океану), реагуючи з киснем і випадаючи з води. Вони, здається, припиняються в усьому світі після 1,85 млрд років тому. Кенфілд стверджував, що океанічний SO42− зменшує все залізо в безкисневому глибоководному морі. Залізо могло бути метаболізовано аноксигенними бактеріями. Було також припущено, що падіння метеора Садбері 1,85 млрд років тому змішало раніше стратифікований океан шляхом цунамі, взаємодією між випарованою морською водою та насиченою киснем атмосферою, океанічною кавітацією та масивним стоком зруйнованих континентальних узбережжь у море. Отримані внаслідок цього субоксигенні глибинні води (через змішування насиченої киснем поверхневої води з раніше безкисневою глибокою водою) могли б окислити глибоководне залізо, запобігаючи його транспортуванню та відкладенню на околицях континенту.
Тим не менш, багаті залізом води дійсно існували, такі як формація Сямалін в Північному Китаї (1,4 млрд років тому), яка, можливо, живилася глибоководними гідротермальними джерелами. Умови, багаті залізом, також вказують на безкисневу придонну воду в цій області, оскільки кисневі умови окислювали б все залізо.

## Форми життя
Низька кількість поживних речовин могла сприяти фотосимбіозу — коли один організм здатний до фотосинтезу, а інший метаболізує відходи — серед прокаріотів (бактерій і архей) і появі еукаріотів. Бактерії, археї та еукаріоти є трьома доменами, найвищим таксономічним рангом. Еукаріоти відрізняються від прокаріотів ядром і мембранними органелами, і майже всі багатоклітинні організми є еукаріотами.

### Прокаріоти

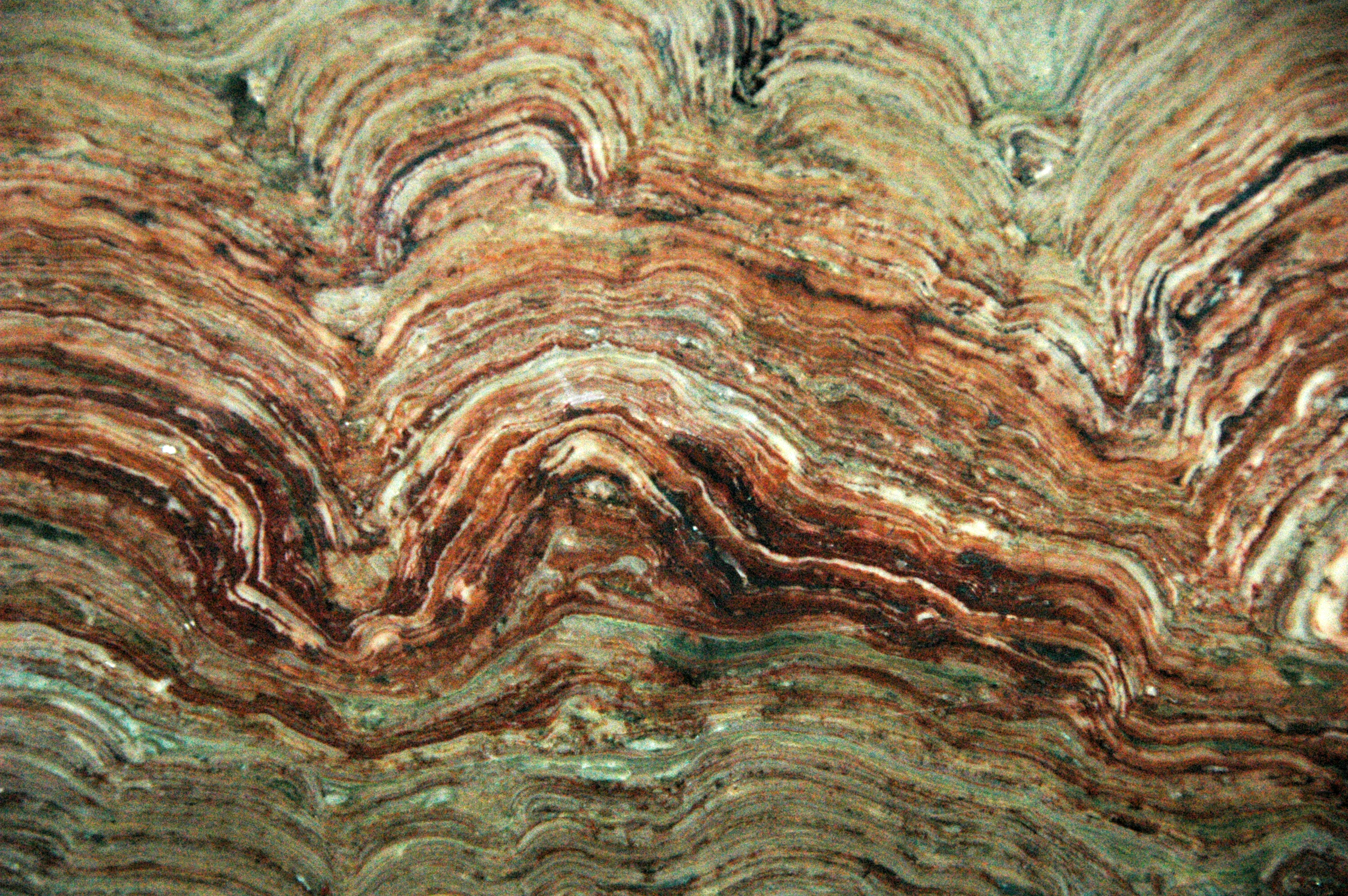
Строматоліт віком 1,44 млрд років з Національного парку Глейшер, Монтана

Прокаріоти були домінуючими формами життя впродовж Нудного Мільярда. Мікроскам'янілості вказують на присутність ціанобактерій, зелених і фіолетових сірчаних бактерій, архей, що виробляють метан, бактерій, що метаболізують сульфат, архей або бактерій, що метаболізують метан, бактерій, що метаболізують залізо, бактерій, що метаболізують азот, і аноксигенних фотосинтезуючих бактерій.
Вважається, що аноксигенні ціанобактерії були домінуючими фотосинтезаторами, метаболізуючи надлишок H2S в океанах. У водах, багатих залізом, ціанобактерії могли постраждати від отруєння залізом, особливо в морських водах, де багата залізом глибока вода змішується з поверхневими водами, і таким чином їх витісняють інші бактерії, які можуть метаболізувати як залізо, так і H2S. Однак отруєння залізом можна було б зменшити за допомогою води, багатої діоксидом кремнію, або біомінералізацією заліза всередині клітини.

### Еукаріоти
Еукаріоти, можливо, виникли приблизно на початку Нудного Мільярда, що збігається з акрецією Колумбії, яка могла певним чином підвищити рівень кисню в океані. Хоча були заявлені записи про еукаріотів ще 2,1 мільярда років тому, вони вважалися сумнівними, причому найдавніші однозначні залишки еукаріот датуються приблизно 1,8-1,6 мільярдами років тому в Китаї. Після цього еволюція еукаріот була досить повільною, можливо, через евксинічні умови океану Кенфілда і брак ключових поживних речовин і металів, що перешкоджало розвитку великого, складного життя з високими потребами в енергії. Евксинні умови також знизили розчинність заліза і молібдену, основних металів у азотфіксації. Відсутність розчиненого азоту сприяла б перевазі прокаріотів над еукаріотами, оскільки перші можуть метаболізувати газоподібний азот. Альтернативна гіпотеза відсутності диверсифікації серед еукаріот припускає високі температури під час Нудного Мільярда, а не низькі рівні кисню, припускаючи, що той факт, що події оксигенації до пізнього неопротерозою не започаткували еволюцію еукаріот, свідчить про те, що це не був основний обмежуючий фактор, який її гальмував.

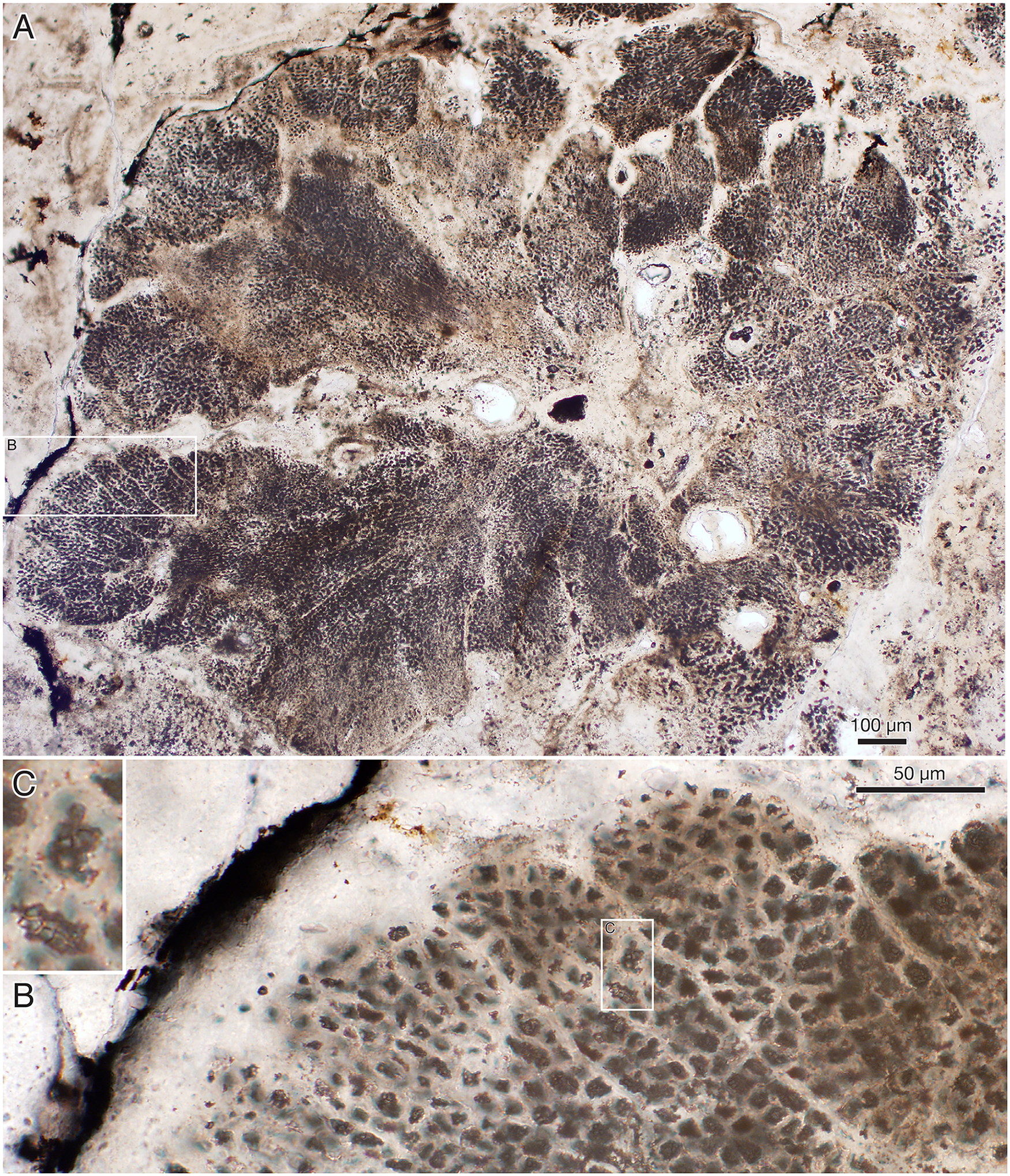
Скам'янілості Ramathallus віком 1,6 млрд років, найдавніша з відомих червоних водоростей

Тим не менш, диверсифікація еукаріотичних макроорганізмів кронової групи, здається, почалася приблизно 1,6–1 млрд років тому, мабуть, збігаючись зі збільшенням концентрації ключових поживних речовин. Згідно з аналізом молекулярного годинника, рослини відійшли від тварин і грибів приблизно 1,6 млрд років тому; тварини і гриби близько 1,5 млрд років тому; Білатерії та кнідарії (тварини відповідно з двосторонньою симетрією та без неї) близько 1,3 млрд років тому; губки 1,35 млрд років тому; і Аскомікотові гриби і Базидієві (два відділи підцарства вищих грибів 0,97 млрд років тому. Автори статті стверджують, що їхні оцінки часу не узгоджуються з науковим консенсусом.
Скам'янілості пізнього палеопротерозою та раннього мезопротерозою басейну корисних копалин Віндхян в Індії, групи Руян у Китаї та формації Котуйкан на Анабарському масиві в Сибіру вказують на високі темпи (за доедіакарськими стандартами) еукаріотичної диверсифікації між 1,7 і 1,4 млрд років тому, хоча велика частина цього різноманіття представлена раніше невідомими, більше не існуючими кладами еукаріотів. Найдавніші відомі мати червоних водоростей датуються 1,6 млрд років тому. Найдавніший відомий гриб датується 1,01–0,89 млрд років тому з Північної Канади. Багатоклітинні еукаріоти, які вважаються нащадками колоніальних одноклітинних утворень, ймовірно, еволюціонували приблизно 2–1,4 млрд років тому. Подібним чином, ранні багатоклітинні еукаріоти, ймовірно, переважно утворювали строматолітові мати.
Червона водорість Bangiomorpha є найдавнішою відомою формою життя, що розмножується статевим шляхом і мейозом, і еволюціонувала 1,047 млрд років тому. Виходячи з цього, ці адаптації розвинулися між прибл. 2–1,4 млрд років тому. Крім того, вони могли розвинутися задовго до останнього спільного предка еукаріот, враховуючи, що мейоз виконується з використанням одних і тих самих білків у всіх еукаріот, можливо, простягаючись аж до гіпотетичного світу РНК.
Клітинні органели, ймовірно, походять від вільноживучих ціанобактерій (симбіогенез) можливо, після еволюції фагоцитозу (поглинання інших клітин) з видаленням жорсткої клітинної стінки, яка була необхідною лише для нестатевого розмноження. Мітохондрії вже еволюціонували під час кисневої катастрофи, але вважається, що пластиди, які використовувалися в архепластидах для фотосинтезу, з'явилися приблизно 1,6–1,5 млрд років тому. Гістони, ймовірно, з'явилися під час Нудного мільярда, щоб допомогти організувати та упакувати зростаючу кількість ДНК в еукаріотичних клітинах у нуклеосоми. Гідрогеносоми, що використовуються в анаеробній діяльності, могли походити в той час від археону.
Враховуючи орієнтири еволюції, досягнуті еукаріотами, цей період часу можна вважати важливим попередником кембрійського вибуху приблизно 0,54 млрд років тому та еволюції відносно великого, складного життя.

### Екологія
Через маргіналізацію великих частинок їжі, таких як водорості, на користь ціанобактерій і прокаріотів, які не передають стільки енергії на вищі трофічні рівні, складна харчова мережа, ймовірно, не сформувалася, і великі форми життя з високими потребами в енергії не могли еволюціонувати. Така харчова мережа, ймовірно, підтримувала лише невелику кількість протистів як, у певному сенсі, хижаків найвищого рівня.
Припускається, що кисневі фотосинтетичні еукаріотичні акрітархи, можливо, тип мікроводоростей, населяли поверхневі води мезопротерозою. Їхня популяція, ймовірно, була обмежена доступністю поживних речовин, а не хижацтвом, оскільки деякі види відомі своєю тривалістю протягом сотень мільйонів років, але після 1 млрд років тривалість видів зменшилась до приблизно 100 млн років, можливо, через збільшене хижацтво ранніх протистів. Це відповідає зменшенню тривалості видів до 10 млн років, які сталися вже після кембрійського вибуху та розширення хижих тварин.
Відносно низькі концентрації молібдену в океані протягом Нудного Мільярду вважаються основним обмежувальним фактором, який утримував популяції мікроорганізмів відкритого океану, що фіксують азот, яким молібден необхідний для виробництва нітрогеназ, на низькому рівні, хоча прісноводні та прибережні середовища, які знаходились біля річкових джерел розчиненого молібдену, можливо, все ще містили значні спільноти фіксаторів азоту. Низький рівень фіксації азоту, що тривав до кріогену з еволюцією планктонних фіксаторів азоту, означав, що вільний амоній був дуже обмеженим протягом цього періоду, що серйозно обмежувало еволюцію та диверсифікацію багатоклітинної біоти.

### Життя на суші
Деякі з найдавніших доказів колонізації суші прокаріотами відносяться до 3 млрд років тому, можливо, ще до 3,5 млрд років тому. Під час Нудного Мільярда земля могла бути населена переважно ціанобактеріальними матами. Пил може постачати велику кількість поживних речовин і та слугувати засобом розповсюдження для мікробів, що живуть на поверхні, хоча спільноти мікробів могли також формуватися в печерах і прісноводних озерах і річках. Станом на 1,2 млрд років тому мікробні спільноти могли бути достатньо численними, щоб вплинути на вивітрювання, ерозію, седиментацію та різні геохімічні цикли, а широкі мікробні мати могли вказувати на те, що біологічна ґрунтова кора була у великій кількості.
Найдавнішими наземними еукаріотами, можливо, були лишайникові гриби віком приблизно 1,3 млрд років, які паслися на мікробних матах. Велика кількість еукаріотичних мікроскам'янілостей із прісноводної шотландської групи торрідонів, здається, вказує на домінування еукаріотів у неморських середовищах існування станом на 1 млрд років тому, ймовірно, через збільшення доступності поживних речовин у районах, розташованих ближче до континентів, і континентального стоку. Пізніше ці лишайники певним чином сприяли колонізації рослин 0,75 млрд років тому. Значне збільшення наземної фотосинтетичної біомаси, здається, відбулося приблизно 0,85 млрд років тому, про що свідчить потік земного вуглецю, який, можливо, підвищив рівень кисню, достатнього для підтримки розширення багатоклітинних еукаріот.